# Пічета Володимир Іванович
Володи́мир Іва́нович Піче́та (9 (21) жовтня 1878, Полтава — 23 червня 1947, Москва) — радянський історик, перший ректор Білоруського державного університету (липень 1921 — жовтень 1929), академік АН БРСР з 1928 року, заслужений професор БРСР (1926), член-кореспондент АН СРСР з 1939 року, академік АН СРСР з 1946 року.

## Біографія
Народився Володимир Іванович Пічета 9 (21) жовтня 1878 року в Полтаві, в родині ректора семінарії (Пічета Іван Христофорович). Батько його був герцоговинець, мати — українка, українцем В. Пічета усвідомив себе змалечку, через усе життя проніс любов до Полтави.
У 1897 р. Пічета закінчив Полтавську класичну гімназію і вступив на історико-філологічний факультет Московського університету, де слухав лекції М. М. Богословського, П. Г. Виноградова, В. І. Герьє, В. О. Ключевського, М. С. Кореліна, Н. А. Рожкова. Найбільший вплив на Пічету мав В. О. Ключевський, згодом науковий керівник його дипломної роботи «Юрій Крижанич про Московську державу».
У 1901—1903 рр. працював викладачем російської мови і граматики, а також методики початкового викладання у Коростишівській учительській семінарії, а з вересня 1903 р. по жовтень 1905 р. він викладав російську мову та літературу у комерційному училищі, чоловічій класичній гімназії, торговій школі, жіночій гімназії м.Катеринослава. Вже у 1904 році в катеринославській друкарні вийшла його книга “Падіння кріпосного права в Росії”. В цій праці погляди її автора на розвиток суспільства знайшли найяскравіше вираження. Історія селянства завжди цікавила вченого.
Тут же, в Катеринославі, Володимир Пічета став активним членом створеної півроку тому Вченої архівної комісії. В одному з випусків «Літопису», які видавала комісія, було надруковане дослідження В. Пічети про боротьбу селянства проти кріпацтва. Продовжив він і дослідження діяльності хорватського діяча Ю. Крижанича, опублікував дві праці.
Усього два роки прожив Володимир Іванович у Катеринославі, але активна участь в громадському житті Катеринослава не пройшла поза увагою уряду, неблагонадійного викладача вирішено було вислати до Молдавії. Він випередив ці наміри влади і сам виїхав до Москви.
У 1906—1917 рр. В. І. Пічета брав активну участь у роботі курсів, організованих земствами для вчителів народних шкіл. На цих курсах він читав лекції з російської історії у Самарі, Пензі, Воронежі, Брянську, Сімферополі. Революція 1917 р. застала Пічету викладачем Вищих жіночих курсів і Практичної академії комерційних наук. Наприкінці 1917 р. він став викладачем, а з червня 1918 р. — професором МДУ.
Відомим ім'я В. І. Пічети стало завдяки працям, присвяченим історії Великого Князівства Литовського і особливо Білорусії. Найбільш значним дослідженням В. І. Пічети у ті роки були праця «Аграрна реформа Сигізмунда-Августа у Литовсько-Руській державі», за перший том якої йому у лютому 1918 р. було присвоєно ступінь магістра, а у березні того ж року за другий том цього дослідження — ступінь доктора.
У 1918 р. В. І. Пічета був запрошений до Головного архівного управління на посаду інспектора. Через деякий час його призначили головним інспектором, а згодом він очолив науковий відділ архівного управління.
В червні 1918 р. у Москві було створено Білоруське наукове товариство, засновниками якого стали відомі вчені Н. А.Янчук, А. Н.Ясинський, актор В. І.Качалов. Головою товариства обрали В. І. Пічету. У тому ж 1918 р. він прочитав курс лекцій «Історія білоруського народу» у Білоруському народному університеті в Москві (створеного з ініціативи Білнацкому).
«Історія білоруського народу» (1924) В. І. Пічети принципово відрізняється від інших праць з історії Білорусі (Вацлава Ластовського «Коротка історія Білорусі» (1910), М. В. Довнара-Запольського «Історія Білорусі» (1925), В. М. Ігнатовського «Короткий нарис історії Білорусі» (1926)). Насамперед відбулася відмова від терміну «плем'я». Як відзначав дослідник наукової спадщини В. І. Пічети — М.Улащик, «новим у його праці було те, що він викладав історію Білорусі з найдавніших часів до початку XX століття включно». Таким чином, автор розглянув історію білорусів як великого народу, що пройшов тривалий шлях економічного, суспільного та культурного розвитку.
При написанні своєї праці учений використав усі доступні йому тоді джерела. Дослідження складається із 20 розділів, не однакових за обсягом, а інколи і не зовсім зв'язаних між собою за змістом. Це швидше окремі нариси. Про деякі події вчений пише коротко, про інші зовсім не згадує. Так, про повстання 1830 р. написано дуже коротко, а про події 1863 р. зовсім нічого. Не згадано і про селянські виступи — як у першій, так і другій половині XIX ст. Зате багато уваги приділено селянській реформі 1861 р. та пореформенному періоду, стану землеробства, зростанню промисловості наприкінці XIX ст. Разом з тим випущена з уваги революція 1905—1907 рр.
25 лютого 1919 р. ЦВК Білорусі ухвалив рішення про відкриття в Мінську університету. Серед перших аспірантів були учні Пічети: О.Бурдейко, Д.Дудков, Т.Забелло, К.Керножицький, Т.Степанов. В. І. Пічета був одним із ініціаторів створення Академії наук Білорусії. Постанову уряду Білорусі про реорганізацію Інституту білоруської культури в Білоруську академію наук було прийнято 13 жовтня 1928 р.
Незважаючи на завантаження адміністративною роботою в університеті, В. І. Пічета продовжував дослідження історії Білорусі: 
- «Вступ до російської історії»(1922), окремий розділ якої присвячений історії Білорусі;
- История Литовского государства до Люблинской унии (link 1, link 2);
- «Чергові питання білоруської історіографії»(1923);
- «Розробка історії литовсько-білоруського права XV—XVI ст. в історіографії»(1927);
- Основные моменты исторического развития Западной Украины и Западной Белоруссии (М.: Соцэкгиз, 1940. – 136 с.) та ін.

Не уник учений і репресій. 8 серпня 1934 р. В. І. Пічета був засланий у В'ятку, а потім переведений у Воронеж. Звільнений у 1935 р. Він вистояв, не зломився, продовжував працювати. Вченого підтримували друзі, ним опікувався його колега по університету М. М. Нікольський, який надсилав потрібну для роботи літературу, підтримував матеріально і морально. Наприкінці 30-х з'явились такі праці, присвячені історії Білорусі: «Проблеми давньої історії Білорусії» (1938), «Історичні долі Західної України і Західної Білорусії» (1939), «Історичний шлях народів Західної України і Західної Білорусії» (1939), «Основні моменти в історичних долях народів Західної України і Західної Білорусії»(1939).
Під час війни Пічета активно публікувався в пресі, виступав у військових частинах з лекціями, в яких намагався підіймати бойовий дух захисників вітчизни. За свою лекторську діяльність він був нагороджений почесною грамотою. Саме тоді були написані такі його праці з історії Білорусі: «Історія Білорусії в радянській історіографії» (1942), «Боротьба українського та білоруського народів за свою свободу», «Праці Готьє з історії Литви, Білорусії, України і словянських народів» (1945), «Вивчення Литовських статутів у новітній історико-юридичній літературі» (1946).
Життя вченого обірвалося 23 червня 1947 року. Спадщина, залишена ним, становить близько п'ятиста праць з історії слов'янського світу.